# Płyta Czeska
Płyta Czeska (czes. Česká tabule) jest częścią Masywu Czeskiego. Od północy i wschodu graniczy z Sudetami, na południu z Wyżyną Czeskomorawską oraz Wyżyną Berounki a na zachodzie z Górami Kruszcowymi.
Znajduje się w północnej części Czech, głównie w dorzeczu Łaby, a południowo-wschodni fragment, poprzez Sazawę, dopływ Morawy, w dorzeczu Dunaju.

## Podział
- Płyta Północnoczeska (czes. Severočeská tabule)
  - Wyżyna Ralska (czes. Ralská pahorkatina)
  - Wyżyna Jiczyńska (czes. Jičínská pahorkatina)
- Płyta Środkowoczeska (czes. Středočeská tabule)
  - Płyta Dolnooharska (czes. Dolnooharská tabule)
  - Płyta Izerska (czes. Jizerská tabule)
  - Płyta Środkowołabska (czes. Středolabská tabule)
- Płyta Wschodnioczeska (czes. Vychodočeská tabule)
  - Płyta Wschodniołabska (czes. Východolabská tabule)
  - Płyta Orlicka (czes. Orlická tabule)
  - Wyżyna Switawska (czes. Svitavská pahorkatina)

Zbudowana jest głównie ze skał osadowych wieku górnokredowego: piaskowców, mułowców, iłowców. Lokalnie występują trzeciorzędowe bazalty oraz ich tufy. Najwyższym wzniesieniem jest Ralsko (696 m n.p.m.).
Atrakcją turystyczną są licznie występujące skałki piaskowcowe i ich nagromadzenia, a zwłaszcza "skalne miasta" oraz izolowane pagóry bazaltowe.

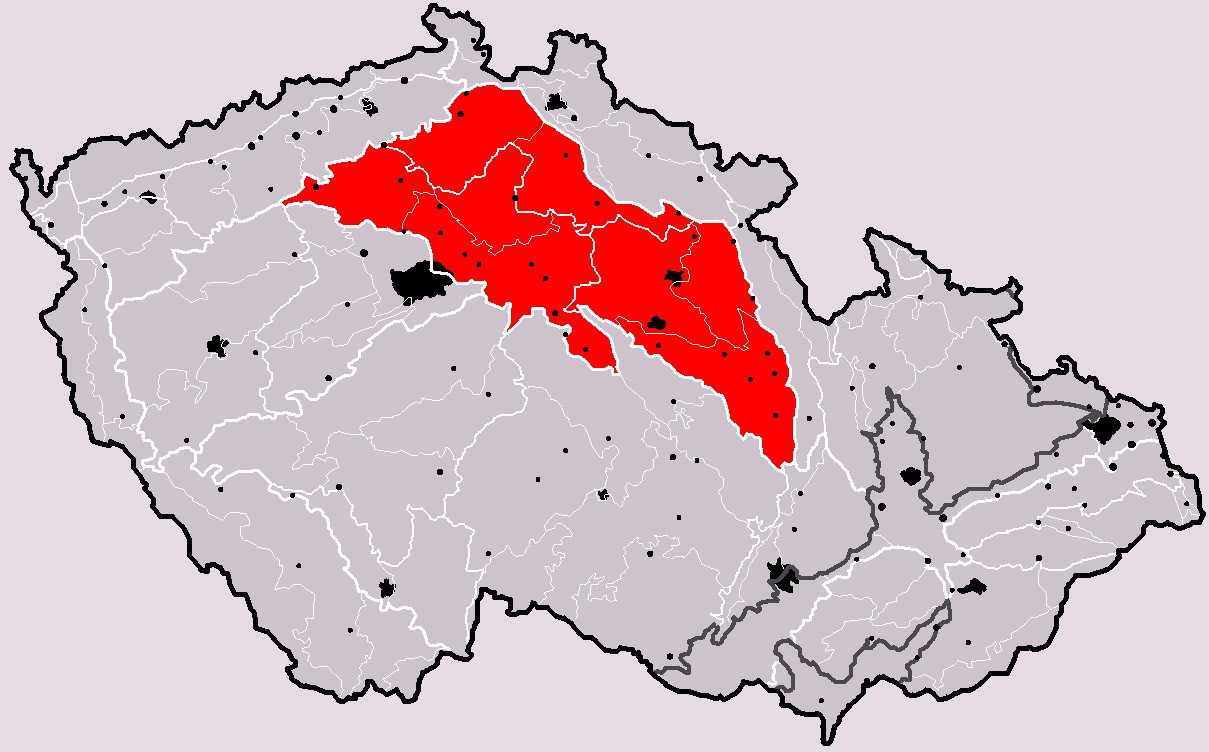
Położenie Płyty Czeskiej